# 鴨場

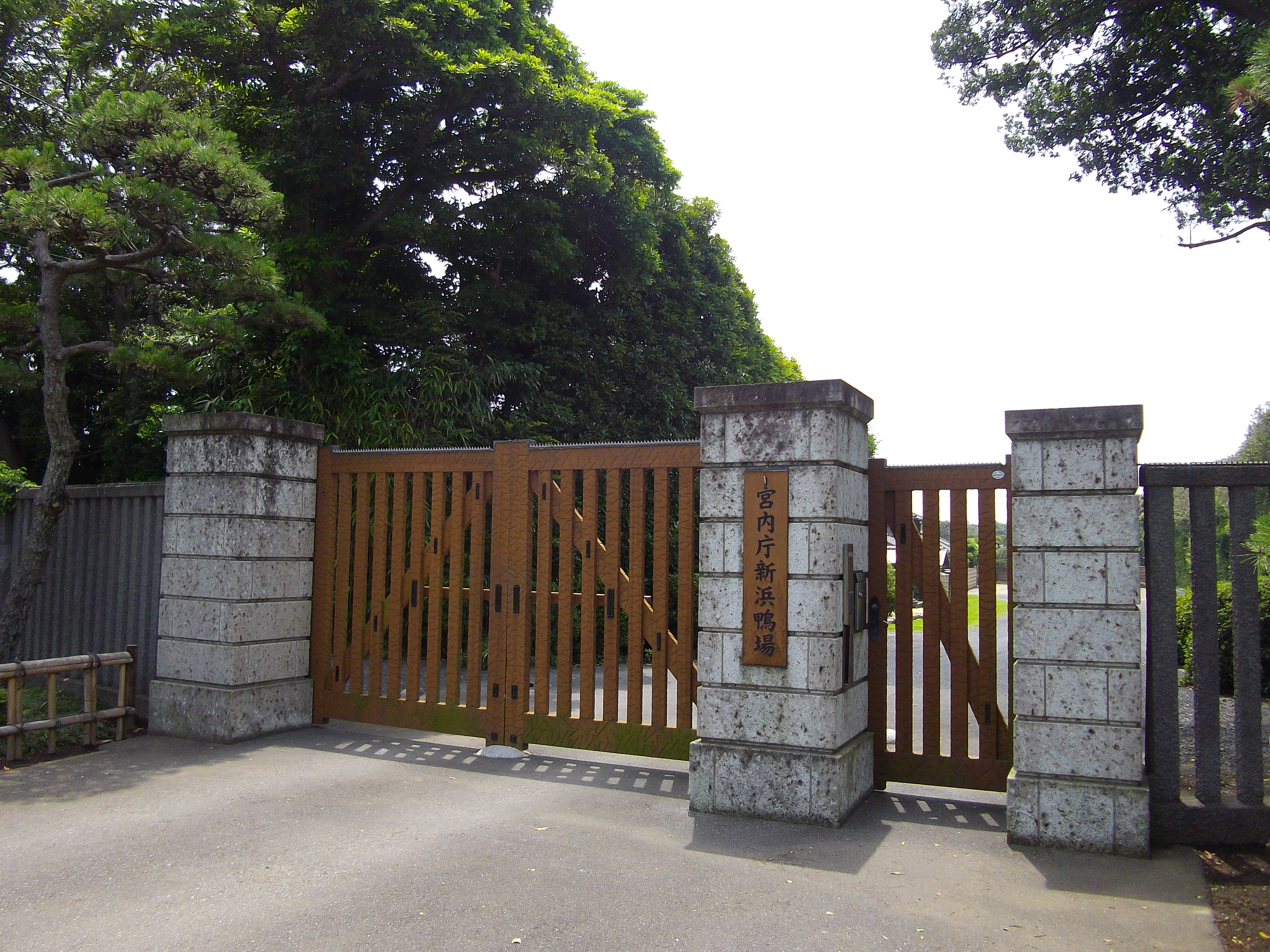
新浜鴨場（正門）

鴨場（かもば）は、鴨猟をするための場所。猟場。

## 概要

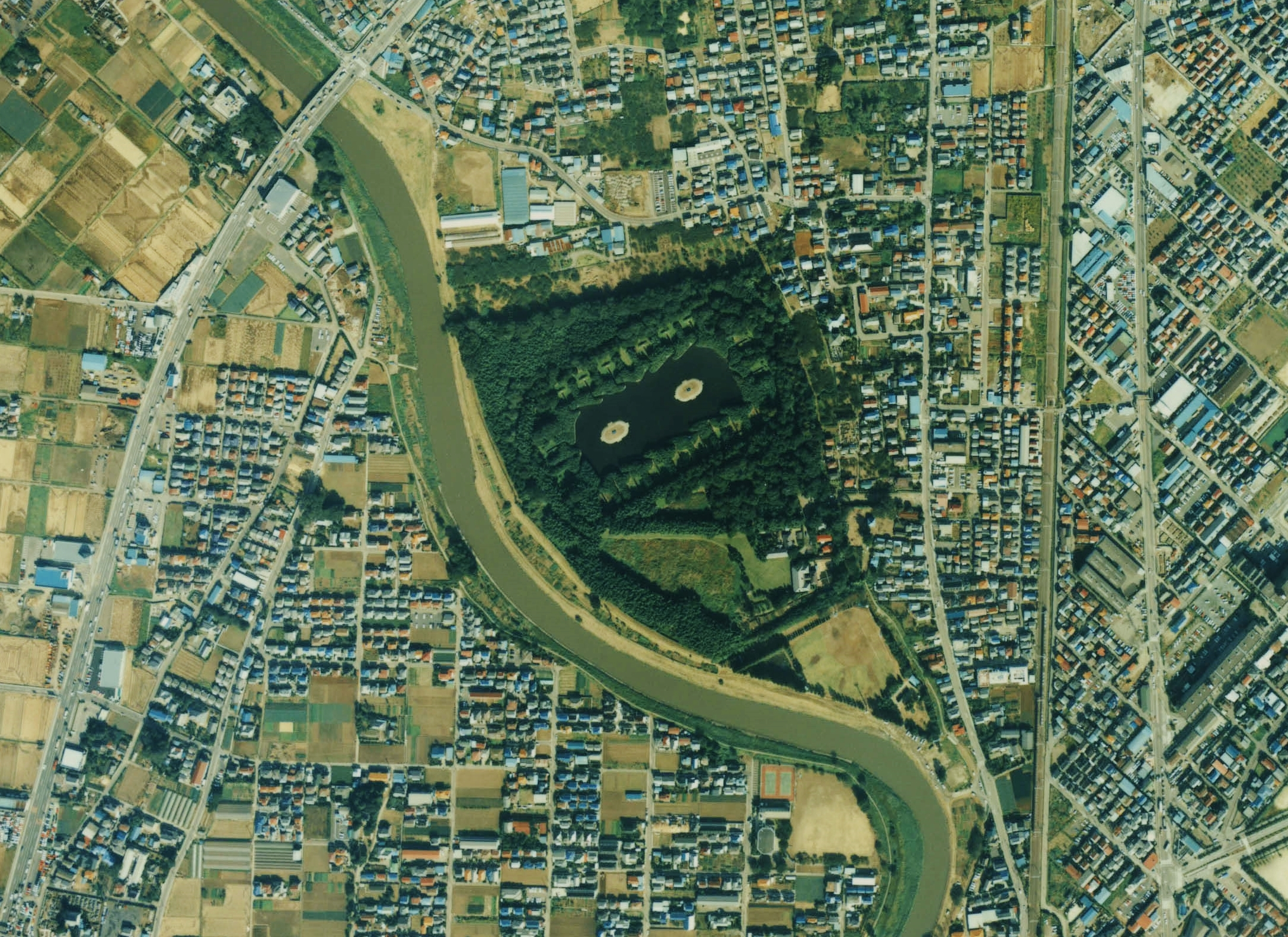
宮内庁埼玉鴨場周辺の空中写真。
1989年撮影。。

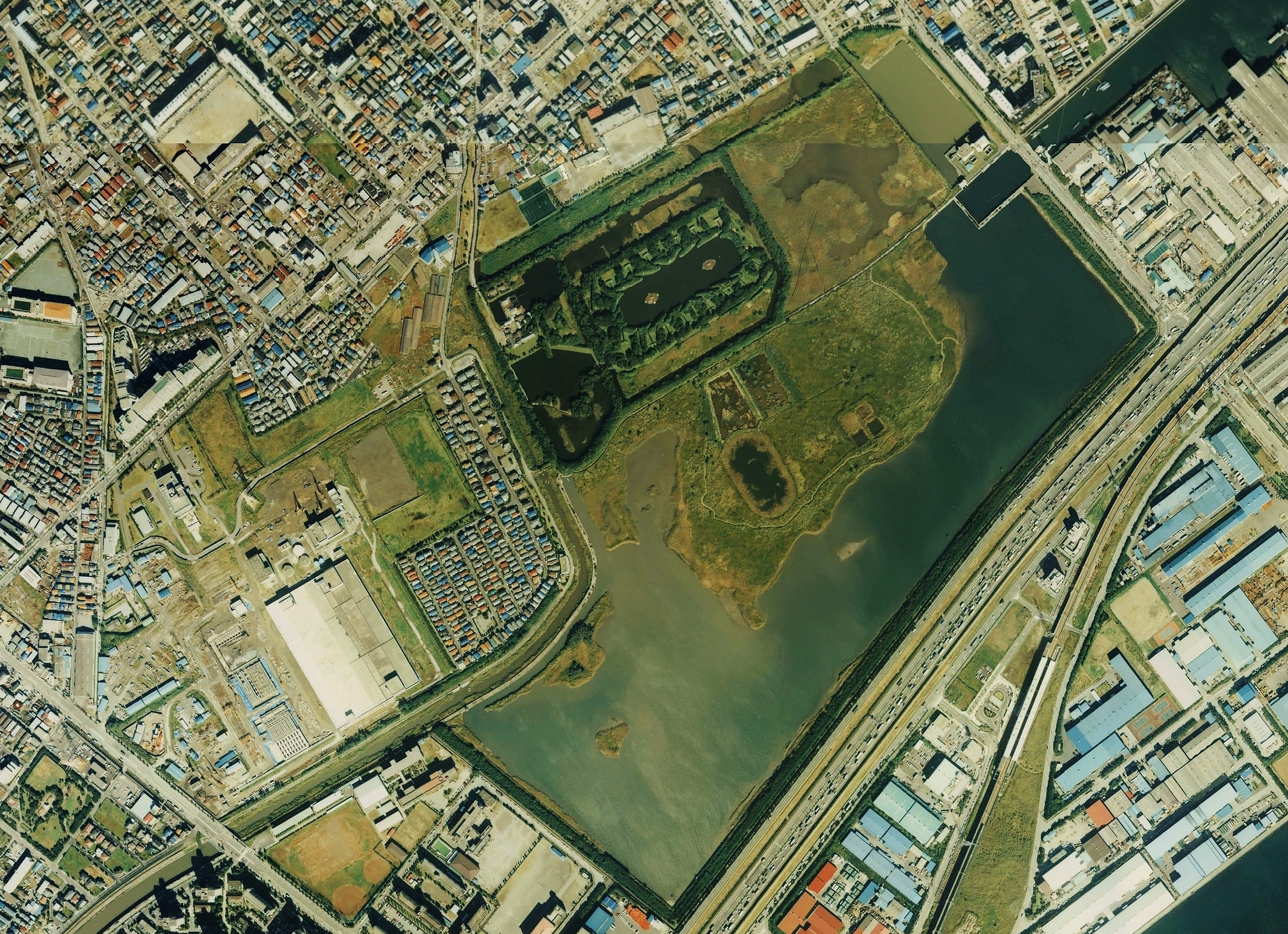
宮内庁新浜鴨場周辺の空中写真。
1989年撮影の4枚を合成作成。。

かつては鴨を狩猟する場を広く示すこともあったが、現代では、宮内庁が管理する伝統的な狩猟を行う場所を言う。
2016年現在、猟を行うことができる鴨場として、埼玉鴨場（埼玉県越谷市大林 北緯35度54分38.8秒 東経139度46分31.7秒 / 北緯35.910778度 東経139.775472度）と新浜鴨場（千葉県市川市新浜 北緯35度40分20.7秒 東経139度55分3.7秒 / 北緯35.672417度 東経139.917694度）の2箇所のほか、浜離宮恩賜庭園（東京都港区）にも2施設（庚申堂鴨場 北緯35度39分34.9秒 東経139度45分53.7秒 / 北緯35.659694度 東経139.764917度、新銭座鴨場 北緯35度39分34.2秒 東経139度45分38.6秒 / 北緯35.659500度 東経139.760722度）が存在する。
埼玉と新浜の鴨場は、皇室関連の行事のほか日本に駐在する外交官や賓客接遇の場としても用いられており、鳥を傷つけない伝統的鴨猟を通じて日本の自然・伝統・文化・歴史を紹介している。

## 鴨場で行う猟

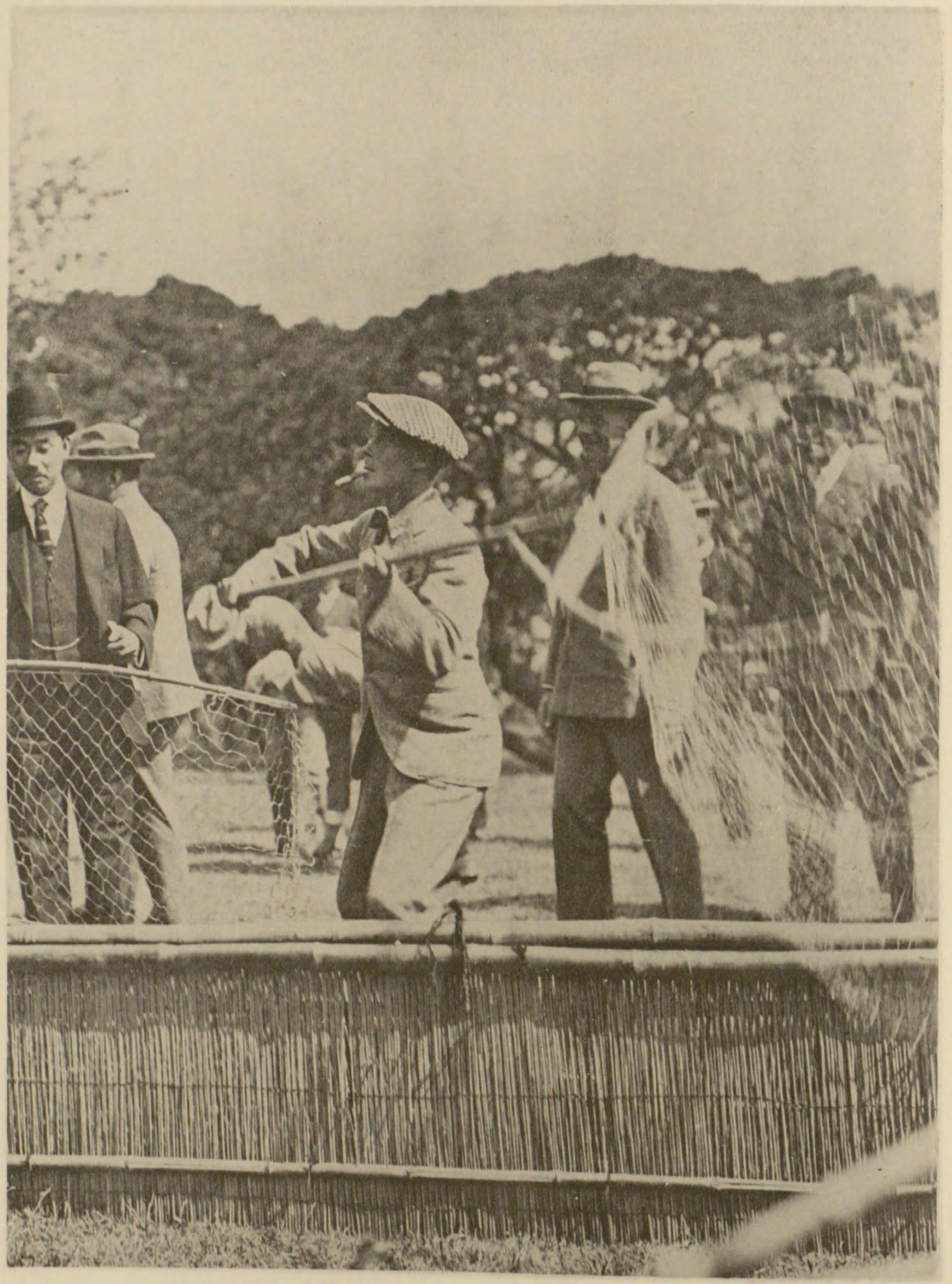
1922年の訪日で、浜離宮にて催された鴨猟を皇太子摂政宮裕仁親王と楽しむエドワード皇太子

訓練したアヒルを使い鴨を猟者が潜む直線的な細い水路に誘導し、飛び立つ瞬間を網で捕獲する。水路で飛翔方向が限定されるため、網を振るだけで子供でも容易に捕獲が可能である。その後捕獲した鴨は国際鳥類標識調査に協力するために種類・性別などを記録し、標識（足環）をつけ放鳥される。
元々は徳川将軍家や有力大名家が行っていた伝統猟で、明治時代以降は皇室が維持保存を行っている。
静岡県浜松市村櫛町（旧村櫛村）の鴨猟は異色であり、餅を塗った縄を湖面に流して鴨を捕るというものであり、徳川家康もこれを見物し、感心した上で運上諸役御免のお墨付きを与え、漁民14人が鳥猟の特権をもった。

## その他
- 1945年（昭和20年）11月4日、アメリカ第8軍司令部の幕僚ら25人が埼玉鴨場を視察。事実上、式部長官による非公式接待であり、以降、たびたび連合国最高司令部の幕僚、駐日外交官らを対象に非公式の招待が行われた[2]。
- 1951年（昭和26年）7月1日、江戸川筋猟場の廃止に伴い埼玉鴨場は埼玉猟場、新浜鴨場は新浜猟場に改称された[3]が、その後も鴨場の名称が使用され続けている。1952年（昭和27年）12月17日、埼玉鴨場で各国大使らを招いた鴨猟を正式に再開した[4]
- 新浜鴨場は今上天皇が皇后雅子に求婚した場所としても知られている[5]。
- 2021年12月、新浜鴨場で飼育しているアイガモから鳥インフルエンザが検出されたとして、同鴨場で飼育していた全てのアイガモとアヒル（計約330羽）の殺処分を行ったことを同月5日に千葉県庁が発表した[6]。
- 安倍晋三内閣においてとりまとめられた「明日の日本を支える観光ビジョン」を受け、埼玉県・千葉県主催の地域住民を対象とした鴨場見学会に加え、宮内庁主催の地域住民以外が参加できる見学会を2016年から実施している。2020年以降は、新型コロナウイルス感染症の感染拡大防止の観点から実施を見合わせていたが、2023年2月から鴨場見学会を再開している。